# وئام المددي
وئام المددي (1989-) هي كاتبة وروائية وقاصة مغربية، ولدت في مدينة كلميم المغربية، وهي باحثة بسلك الدكتوراه في الترجمة، بكلية الآداب والعلوم الإنسانية بجامعة عبد المالك السعدي في مدينة تطوان بالمغرب، لها العديد من الأبحاث والترجمات والمقالات المنشورة، بالإضافة إلى الأعمال الأدبية المتنوعة بين الرواية والقصة القصيرة والشعر وأدب الأطفال، وهي عضوة في اتحاد كتاب المغرب، وعضوة في اتحاد كتاب الأنترنت المغاربة، حصلت على عدد من الجوائز منها جائزة الطيب صالح العالمية للإبداع الكتابي عن رواية «الغجرية» في 2015، وجائزة اتحاد كتاب المغرب للقصة القصيرة عن المجموعة القصصية «البياض» في 2010 وجائزة «دار الوطن» للقصة القصيرة جداً في عام 2012.

## التعليم
حصلت على الإجازة في اللغة العربية وآدابها بكلية الآداب والعلوم الإنسانية بجامعة ابن زهر - أكادير سنة 2010، وحصلت على ماستر «علم النص وتحليل الخطاب» بكلية الآداب والعلوم الإنسانية بجامعة ابن زهر - أكادير سنة 2013، وحصلت على شهادة من المعهد الإسباني «سيرفانتيس» (Cervantes) لتعلم اللغة الإسبانية.

## مؤلفات
صدر لها عدة أعمال منها:
- «الغجرية»، رواية، المركز الثقافي للكتاب للنشر والتوزيع، 2015.[3]
- «البياض»، مجموعة قصصية، اتحاد كتاب المغرب، 2010.[4]
- «هجرة المصطلح بين أزمة الترجمة وحلم التقدم»، 2012.[5]
- «الموريسكيون والمارانيون : بين لعنة الشتات والبحث عن موطئ قدم»، 2015.[6]

نقد ودراسات عنها:
- «رواية الغجرية والبحث عن الهوية»، رحمن خضير عباس، مجلة اليسار العراقي، 2016.
- «بلاغة الصورة القصصية وخلفيات الحدث في قصة «العلبة»، عمر بن عمي، مجلة الثقافة الجنوبية، 2015.
- «قراءة في رواية الغجرية للشاعرة القاصة والروائية المغربية وئام المددي»، رشيد أبو الصبر، صحيفة الفكر الإلكترونية، أبريل 2017.

## جوائز
- جائزة دار الوطن للقصة القصيرة جداً عن عمل «من سرق ابتسامة الجوكندا؟» عام 2012.
- جائزة أحمد بوزفور للقصة القصيرة دورة 2009 عن قصة «الطفل الشرير الذي..».
- جائزة اتحاد كتاب المغرب في صنف القصة القصيرة، دورة 2010، عن المجموعة القصصية «البياض».
- جائزة الصحافيين الشباب دورة 2002.
- جائزة الطيب صالح العالمية للإبداع الكتابي، دورة 2015، عن رواية «الغجرية».
- جائزة القدس- البيارة للقصة القصيرة دورة 2010 عن قصة «الكلب».
- جائزة زكريا تامر للقصة القصيرة جداً دورة 2009.